# Джуманіязова Тазагуль
Тазагуль Джуманіязова (1919, кишлак Каракуль, тепер Ургенцького району Хорезмської області, Узбекистан — ?) — радянська узбецька діячка, ланкова колгоспу імені Сталіна Ургенцького району Хорезмської області Узбецької РСР. Депутат Верховної ради СРСР 2-го скликання.

## Життєпис
Народилася в селянській родині. До 1936 року працювала в господарстві батька та навчалася в сільській школі.
З 1936 року — колгоспниця, з 1938 року — ланкова колгоспу імені Сталіна Ургенцького району Хорезмської області Узбецької РСР. Збирала високі врожаї бавовни.
Подальша доля невідома.